# Туска-Махале-Касемабад
Туска-Махале-Касемабад (перс. توسکا محله قاسم آباد) — село в Ірані, у дегестані Ушіян, у бахші Чабоксар, шагрестані Рудсар остану Ґілян. За даними перепису 2006 року, його населення становило 444 особи, що проживали у складі 117 сімей.

## Клімат
Середня річна температура становить 15,26°C, середня максимальна – 29,11°C, а середня мінімальна – 1,38°C. Середня річна кількість опадів – 1118 мм.
| Клімат поселення                              | Клімат поселення | Клімат поселення | Клімат поселення | Клімат поселення | Клімат поселення | Клімат поселення | Клімат поселення | Клімат поселення | Клімат поселення | Клімат поселення | Клімат поселення | Клімат поселення | Клімат поселення |
| Показник                                      | Січ.             | Лют.             | Бер.             | Квіт.            | Трав.            | Черв.            | Лип.             | Серп.            | Вер.             | Жовт.            | Лист.            | Груд.            |                  |
| Середній максимум, °C                         | 11,20            | 11,36            | 12,79            | 17,42            | 22,16            | 27,00            | 29,11            | 29,05            | 25,68            | 21,77            | 17,27            | 12,98            |                  |
| Середня температура, °C                       | 6,30             | 6,47             | 7,88             | 12,52            | 17,24            | 22,08            | 24,89            | 24,86            | 21,48            | 17,58            | 13,07            | 8,79             |                  |
| Середній мінімум, °C                          | 1,38             | 1,55             | 2,96             | 7,60             | 12,33            | 17,18            | 20,69            | 20,66            | 17,27            | 13,37            | 8,87             | 4,59             |                  |
| Норма опадів, мм                              | 91               | 80               | 80               | 42               | 46               | 38               | 34               | 59               | 140              | 233              | 156              | 119              |                  |
| Середньомісячна швидкість вітру, м/с          | 2.40             | 2.50             | 2.50             | 2.35             | 2.38             | 2.58             | 2.66             | 2.34             | 2.17             | 2.02             | 2.10             | 2.30             |                  |
| Середньомісячна сонячна радіація, кДж/м²·день | 7328             | 9244             | 11178            | 15164            | 19300            | 21057            | 21386            | 18257            | 14791            | 10832            | 8772             | 6911             |                  |
| --------------------------------------------- | ---------------- | ---------------- | ---------------- | ---------------- | ---------------- | ---------------- | ---------------- | ---------------- | ---------------- | ---------------- | ---------------- | ---------------- | ---------------- |
| Джерело:                                      |                  |                  |                  |                  |                  |                  |                  |                  |                  |                  |                  |                  |                  |